# Gesumino Mastino
Gesumino Mastino (Silanus, 27 agosto 1889 – Roma, 18 novembre 1964) è stato un politico italiano.

## Biografia
Nato a Silanus nel 1889, si laureò in giurisprudenza diventando poi magistrato. Nel 1948 venne eletto deputato nel collegio XXXI di Cagliari con la Democrazia Cristiana, dando il suo contributo nella stesura della carta costituzionale. Rimase in parlamento per tre legislature, fra il 1951 e il 1953 fu sottosegretario alle Finanze. Nella III legislatura subentrò in carica al defunto Antonio Maxia.